# Yokkaichi

Yokkaichi (四日市市 Yokkaichi-shi?) este un municipiu din Japonia, prefectura Mie.